# Procatedral de San Patricio (Newark)
La Procatedral de San Patricio  (en inglés: Pro-Cathedral of Saint Patrick) es un templo católico conocido como proto catedral de la Iglesia católica en los Estados Unidos, con sede en Newark, Nueva Jersey dentro de la Arquidiócesis de Newark.
La iglesia de San Patricio fue construida en 1846 y sirvió como sede de su obispo prelado a partir de 1853 hasta la finalización de la basílica del Sagrado Corazón.
El edificio en sí fue incluido en el Registro Nacional de Lugares Históricos en 1972, y se ha sometido a una rehabilitación durante los últimos quince años desde que dejó de ser catedral. Varias tradiciones se mantienen, la conexión de la parroquia a su historia como la "Catedral Vieja" de Newark, incluyendo la Liturgia de 12:15, Miércoles de Ceniza con el arzobispo, la liturgia dominical de 12:15 de Pascua en memoria del levantamiento de Pascua de 1916 en Dublín, la misa anual de bomberos de Newark , y muchos otros sucesos de la herencia irlandesa y arquidiocesana. La parroquia es también el santuario nacional de la Virgen de El Quinche.